# Vida basada en carbono

La estructura de Lewis de un átomo de carbono, mostrando sus cuatro electrones de valencia.

El carbono es un componente principal de toda la vida conocida en la Tierra y representa aproximadamente del 45 al 50 % de toda la biomasa seca. Los compuestos de carbono ocurren naturalmente en gran abundancia en la Tierra. Las moléculas biológicas complejas consisten en átomos de carbono enlazados con otros elementos, especialmente oxígeno e hidrógeno y frecuentemente también nitrógeno, fósforo y azufre (conocidos colectivamente como CHNOPS).
Debido a que es liviano y de tamaño relativamente pequeño, las moléculas de carbono son fáciles de manipular para las enzimas. En astrobiología se supone con frecuencia que si existe vida en otras partes del Universo, también estará basada en el carbono. Los críticos se refieren a esta suposición como chauvinismo del carbono.

## Características
El carbono es capaz de formar una gran cantidad de compuestos, más que cualquier otro elemento, con casi diez millones de compuestos descritos hasta la fecha, y, sin embargo, ese número es solo una fracción del número de compuestos teóricamente posibles en condiciones estándar. La enorme diversidad de compuestos que contienen carbono, conocidos como compuestos orgánicos, ha llevado a distinguirlos de los compuestos que no contienen carbono, conocidos como compuestos inorgánicos. La rama de la química que estudia los compuestos orgánicos se conoce como química orgánica.
El carbono es el decimoquinto elemento más abundante en la corteza terrestre y el cuarto elemento más abundante en masa en el universo, después del hidrógeno, el helio y el oxígeno. La abundancia generalizada de carbono, su capacidad para formar enlaces estables con muchos otros elementos y su capacidad inusual para formar polímeros a las temperaturas que se encuentran comúnmente en la Tierra le permiten servir como un elemento común de todos los organismos vivos conocidos. En un estudio de 2018, se descubrió que el carbono compone aproximadamente 550 mil millones de toneladas de toda la vida en la Tierra. Es el segundo elemento más abundante en el cuerpo humano por masa (alrededor del 18,5%) después del oxígeno.
Las características más importantes del carbono como base para la química de la vida son que cada átomo de carbono es capaz de formar hasta cuatro enlaces de valencia con otros átomos simultáneamente, y que la energía requerida para formar o romper un enlace con un átomo de carbono es de al menos un nivel apropiado para construir moléculas grandes y complejas que pueden ser tanto estables como reactivas. Los átomos de carbono se unen fácilmente a otros átomos de carbono; esto permite la construcción de macromoléculas y polímeros arbitrariamente largos en un proceso conocido como catenación. "Lo que normalmente consideramos como 'vida' se basa en cadenas de átomos de carbono, con algunos otros átomos, como nitrógeno o fósforo", según Stephen Hawking en una conferencia de 2008, "... el carbono [...] tiene la química más rica".
Norman Horowitz, fue el jefe de la sección de biociencia del Laboratorio de Propulsión a Reacción para la primera misión estadounidense, Viking Lander de 1976, para aterrizar con éxito una sonda no tripulada en la superficie de Marte. Consideró que la gran versatilidad del átomo de carbono lo convierte en el elemento con mayores posibilidades de aportar soluciones, incluso exóticas, a los problemas de supervivencia en otros planetas. Sin embargo, los resultados de esta misión indicaron que Marte era actualmente extremadamente hostil a la vida basada en el carbono. También consideró que, en general, solo existía una posibilidad remota de que las formas de vida que no son de carbono pudieran evolucionar con sistemas de información genética capaces de autorreplicarse y adaptarse.

## Moléculas clave
Las clases más notables de macromoléculas biológicas utilizadas en los procesos fundamentales de los organismos vivos incluyen:
- Proteínas, que son los componentes básicos a partir de los cuales se construyen las estructuras de los organismos vivos (esto incluye casi todas las enzimas, que catalizan reacciones químicas orgánicas)
- Ácidos nucleicos, que transportan la información genética.
- Glúcidos, que almacenan energía en una forma que puede ser utilizada por las células vivas
- Lípidos, que también almacenan energía, pero en una forma más concentrada, y que pueden almacenarse durante períodos prolongados en los cuerpos de los animales.

## Otros candidatos
No hay muchos otros elementos que parezcan ser candidatos prometedores para sustentar sistemas y procesos biológicos, tan fundamentalmente como lo hace el carbono, por ejemplo, procesos como el metabolismo. La alternativa sugerida con más frecuencia es el silicio. El silicio comparte un grupo en la tabla periódica con el carbono, también puede formar cuatro enlaces de valencia y también se une a sí mismo fácilmente, aunque generalmente en forma de redes cristalinas en lugar de cadenas largas. A pesar de estas similitudes, el silicio es considerablemente más electropositivo que el carbono, y los compuestos de silicio no se recombinan fácilmente en diferentes permutaciones, de una manera que respalde plausiblemente los procesos reales.

## Ficción
Las especulaciones sobre la estructura química y las propiedades de la vida hipotética no basada en el carbono han sido un tema recurrente en la ciencia ficción. El silicio se usa a menudo como sustituto del carbono en formas de vida ficticias debido a sus similitudes químicas. En la ciencia ficción cinematográfica y literaria, cuando las máquinas hechas por el hombre pasan de no vivir a vivir, esta nueva forma a menudo se presenta como un ejemplo de vida no basada en el carbono. Desde la llegada del microprocesador a fines de la década de 1960, estas máquinas a menudo se clasifican como "vida basada en silicio". Otros ejemplos ficticios de "vida basada en el silicio" se pueden ver en el episodio de 1967 "El diablo en la oscuridad" de Star Trek: la serie original, en el que la bioquímica de una criatura de roca viviente se basa en el silicio, y en el episodio de 1994 The X -Files episodio "Firewalker", en el que se descubre un organismo a base de silicio en un volcán.
En la adaptación cinematográfica de 1984 de la novela 2010: Odyssey Two de Arthur C. Clarke de 1982, un personaje argumenta: "No importa si estamos basados en carbono o en silicio; cada uno de nosotros debería ser tratado con el debido respeto".